# Hoya sumatrana

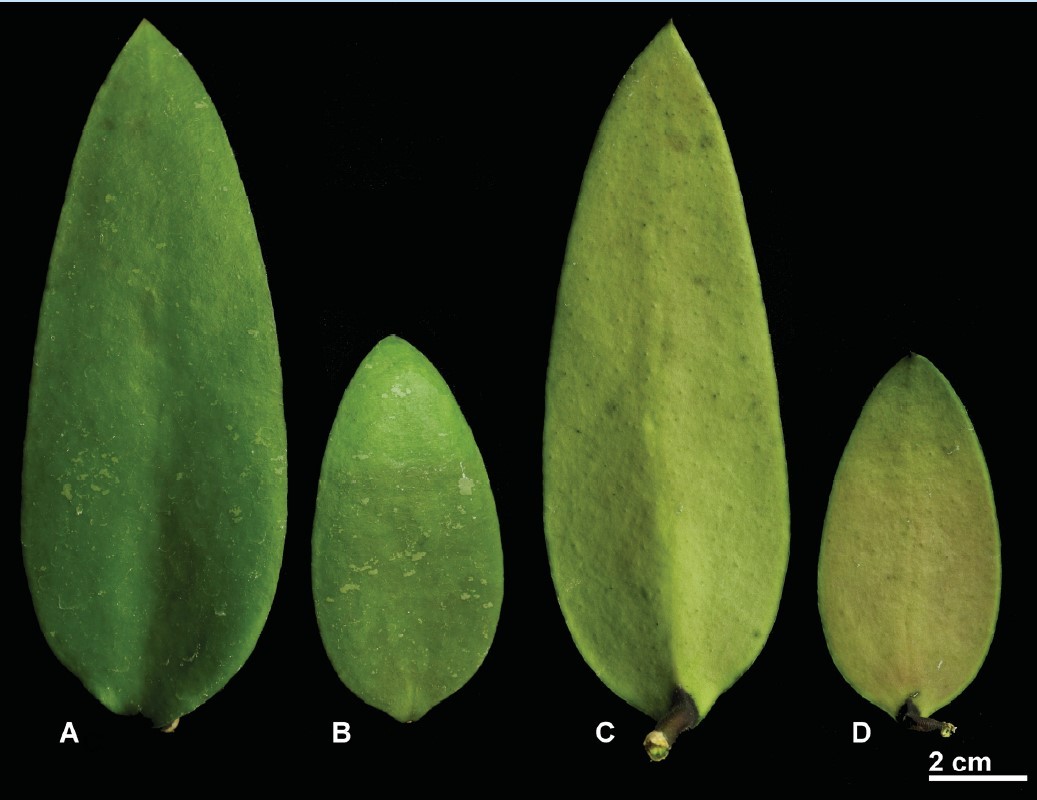
Blätter von Hoya sumatrana

Hoya sumatrana ist eine Pflanzenart der Gattung der Wachsblumen (Hoya) aus der Unterfamilie der Seidenpflanzengewächse (Asclepiadoideae).

## Merkmale
Hoya sumatrana ist eine epiphytische, kletternde Pflanze. Die Triebe haben einen Durchmesser von 2 bis 4 mm. Frische Triebe sind mattgrün und flaumig behaart, ältere Triebe sind grau und kahl. Die Internodien sind 2 bis 5 cm (selten bis 10 cm) lang. Unter den Blattknoten und entlang der Internodien sind Haftwurzeln ausgebildet. Die Blätter sind gestielt, die Blattstiele sind 10 bis 20 mm lang und haben einen Durchmesser von 3 bis 6 mm. Sie sind rund im Querschnitt, dunkelbraun und frisch spärlich flaumig behaart, später kahl. Die Blattspreiten sind länglich, eiförmig oder elliptisch und 3 bis 7 cm lang (selten auch bis 15 cm) und 3,5 bis 5,5 cm breit. Sie sind steif und sukkulent, die Basis ist gerundet bis spitz, der Apex ist spitz. Der Oberseite ist grün mit spärlichen grauen Flecken, die Unterseite blassgrün. Frisch sind sie spärlich flaumig behaart, mit zunehmendem Alter verkahlen sie. An der Basis jedes Blattes sitzt eine ca. 1 × 1,5 mm große, breitdreieckige, hellbraune Drüse. Die Blattnervatur ist fiederförmig aber nicht hervor tretend. Alle vegetativen Teile sondern bei Verletzung einen weißen Milchsaft ab.
Der doldenförmige Blütenstand hat einen Durchmesser von 2,5 bis 3 cm und beinhaltet 10 bis 15 Blüten. Die Oberfläche ist flach, und er hängt nach unten. Die Blütenstandsstiele sind 15 bis 35 mm lang bei einer Dicke von 1,5 bis 2 mm. Sie entspringen einzeln den Blattachseln und sind persistierend über längere Zeit. Sie sind im Querschnitt rund, dunkelrot gefärbt und spärlich flaumig behaart. Die im Querschnitt runden Blütenstiele sind 5 bis 15 mm bei einem Durchmesser von 0,7 bis 1 mm. Sie sind spärlich papillös, an der Basis dunkelrot, und werden zum Blütenkelch in blasspink. Die Kelchblätter sind schmal-dreieckig, 1,4 bis 2 lang und 0,5 bis 0,8 mm breit, und stehen etwa 0,6 bis 0,8 mm voneinander entfernt. Der Apex ist gerundet. Sie sind außen papillös, innen kahl. Die Blütenkrone hat ausgebreitet einen Durchmesser von 7 bis 9 mm. Die Kronröhre ist sehr kurz, nur etwa 1,5 mm hoch, cremefarben. Sie ist innen dicht flaumig behaart, außen kahl. Die Kronblattzipfel sind dreieckig mit zurück gebogenen Rändern und sehr starb umgebogenen Spitzen. Sie sind 5 bis 6 lang und an der Basis 2 bis 3 mm breit. Außen sind sie kahl, innen überwiegend sehr dicht flaumig behaart. Lediglich die umgebogene Spitze, ca. 1,5 mm, ist kahl. Die staminale Nebenkrone ist 2 bis 2,5 mm hoch und misst 2,8 bis 3,2 mm im Durchmesser. Die Nebenkronenzipfel sind rot gefärbt, 2,2 mm lang und 0,8 mm breit. Sie sind auf den Rücken der Staubbeutel angeheftet in einem Winkel von ca. 60°. Sie sind eiförmig und leicht gewinkelt auf der Oberseite. Der innere Fortsatz ist gespalten, der äußere Fortsatz gerundet mit einem schmalen Umschlag an der Basis. Die 0,5 × 0,4 mm messenden Staubbeutel messen sind eiförmig mit einem linealischen, apikal gerundeten, membranösen Fortsatz, der 2,8 mm lang ist. Die Pollinia sind länglich, 280 bis 320 μm lang, 100 bis 120 μm breit mit einer runden Basis und einem nach innen abgeschrägten Apex. Sie besitzen außen über die gesamte Länge einen durchsichtigen Rand. Die fast durchsichtigen Caudiculae sind 100 bis 120 μm lang, bei einem Durchmesser von 70 μm. Das längliche Corpusculum ist 90 bis 110 μm hoch und 40 bis 60 μm. Der Griffelkopf ist im Querschnitt fünfeckig mit fünf Anhängen, die mit den Staubblättern alternieren. Der Griffelkopf ist oben konisch mit einer mittigen Spitze. Er ist 0,8 bis 0,9 mm hoch und an der Basis 0,4 bis 0,5 mm breit. Früchte und Samen wurden nicht beobachtet.

## Ähnliche Arten
Hoya sumatrana wurde von den Autoren in die Hoya-Sektion Peltostemma Schlechter (1916) gestellt. Diese Sektion ist durch aufrecht Nebenkronenzipfel, lange, linealische Staubbeutelanhänge, die sich weit über den Griffelkopf erstrecken und durch Pollinaria mit gut ausgebildeten Caudiculaeflügeln charakterisiert. Die Sektion beinhaltet derzeit sechs Arten. Hoya sumatrana kann durch die viel kleineren Blüten von allen anderen Arten der Sektion unterschieden werden. Außerdem ist der innere Nebenkronenfortsatz gespalten, während er bei allen anderen Arten spitz zuläuft oder gerundet ist.

## Geographische Verbreitung und Habitat
Hoya sumatrana ist bisher nur von der Typuslokalität in der Provinz Lampung, Sumatra, Indonesien bekannt. Sie wächst dort epiphytisch in einem Küstensumpfwald.

## Taxonomie
Das Taxon wurde 2019 von Sri Rahayu und Michele Rodda erstmals beschrieben. Der Holotyp wird im Research Centre for Biology in Cibinong, Indonesien aufbewahrt (S.ahayu 861 leg.). Ein Isotypus wird auch im Singapore Botanic Gardens in Singapur aufbewahrt. Die Art wurde nach der Insel Sumatra benannt.